# Dolní Krupá, Havlíčkův Brod
Dolní Krupá là một làng thuộc huyện Havlíčkův Brod, vùng Vysočina, Cộng hòa Séc.